# Zoulikha Abou Richa
Zoulikha Abd ar-Rahman Abou Richa ou Zulaikha Abd ar-Rahman Abu Risha (en arabe : زليخة أبو ريشة), née en 1942 à Acre en Palestine mandataire, est une poétesse, écrivaine et militante féministe jordanienne.
Particulièrement connue pour ses recueils de poésie, Zoulikha Abou Richa écrit également des nouvelles, des essais , des livres pour la jeunesse et recueille des contes traditionnels.
Elle est aussi essayiste, rédactrice en chef de magazines, directrice d'une maison d'édition féministe, et enseigne à l'université.
Comme féministe, elle écrit en faveur des droits des femmes et pour l'écriture inclusive, mais elle est la cible de menaces et fait l'objet de poursuites judiciaires.

## Biographie

### Jeunesse et formation
Zoulikha Abou Richa naît en 1942 à Acre, une ville alors en Palestine mandataire et située dans l'actuel Israël,. Elle a des racines palestiniennes, jordaniennes et syriennes.
Elle étudie la littérature arabe à l'université de Jordanie, obtenant un baccalauréat en 1966 et une maîtrise en 1989,.
Elle poursuit ensuite un doctorat à l'université d'Exeter en Angleterre, où elle rédige sa thèse sur « Les femmes dans la littérature féministe arabe »,.

### Poésie, œuvres de fiction, contes
Zoulikha Abou Richa est particulièrement connue pour son œuvre de poétesse et d'écrivaine de fiction. Elle est considérée comme une membre éminente de la scène littéraire jordanienne,.
En 1987, Abou Richa publie le recueil de nouvelles In the Cell, pour lequel elle remporte un prix décerné par l'Université de Jordanie,. Elle est également l'autrice d'au moins dix recueils de poésie à partir de 1998, ainsi que d'un livre d'essais autobiographiques, Ghajarul ma'a, en 1999,. Elle écrit en plus quelques œuvres de littérature pour la jeunesse, ainsi qu'une étude universitaire sur ce genre en 2002, Towards a Theory of Children's Literature (2002).
En organisant des événements au cours desquels des réfugiés racontent des contes populaires, elle recueille ces contes et les compile dans l'ouvrage Contes intemporels : Contes folkloriques racontés par des réfugiés syriens, contenant 21 histoires populaires,.

### Essayiste, journaliste, enseignante
Zoulikha Abou Richa écrit également plusieurs essais sur la critique féministe, la littérature, l'art, le genre et le langage. Elle est chroniqueuse pour plusieurs journaux et magazines publiés en Jordanie et dans le monde arabe.
Elle est aussi rédactrice en chef des magazines al-Mu'allim/at-talib (périodique publié par l'UNESCO / UNRWA) et Al-Funun (une revue d'art publiée par le ministère jordanien de la Culture), et elle est la directrice d'al-Warraqat li-d-dirasat wal-buhuth, une maison d'édition féministe,. En 2019, elle fait partie du jury pour le Prix international de la fiction arabe.
Elle est par ailleurs chargée de cours à l'université et directrice du Centre d'études sur les femmes à Amman, capitale de la Jordanie.

### Militante pour les droits des femmes
Zoulikha Abou Richa est également connue en tant que militante des droits humains et des droits des femmes. Elle milite notamment pour rendre la langue arabe plus inclusive pour les femmes, en écrivant deux ouvrages sur le sujet : The Absent Language : Towards a Gender-Neutral Language (1996) et The Language Female : Papers on Discourse and Gender (2009),,.
Son plaidoyer en faveur des droits des femmes depuis le début des années 1980 fait d'elle une cible de groupes extrémistes, qui cherchent à inciter à la violence à son encontre,. Elle est également la cible de poursuites judiciaires de la part du parquet général d'Amman pour ses commentaires sur l'Islam,.